# Telenomus arzamae
Telenomus arzamae är en stekelart som beskrevs av Riley 1893. Telenomus arzamae ingår i släktet Telenomus och familjen Scelionidae. Inga underarter finns listade i Catalogue of Life.